# Двадцать пять, двадцать один
«Двадцать пять, двадцать один» (кор. 스물다섯 스물하나, : Seumuldaseot Seumulhana) — южнокорейский телесериал 2022 года c Ким Тхэри, Нам Джухёком, Боной, Чхве Хёнуком и Ли Джумён в главных ролях. В сериале рассказывается о жизни пяти главных героев с 1998 по 2021 год. Премьера состоялась 12 февраля 2022 года на канале tvN и транслировалась каждую субботу и воскресенье в 21:10 (корейское время). Он также доступен на Netflix.
Сериал стал коммерческим хитом и стал одной из драм с самым высоким рейтингом в истории корейского кабельного телевидения.

## Сюжет
В то время, когда мечты кажутся недостижимыми, подросток-фехтовальщица преследует большие мечты и встречает молодого человека, который стремится наладить свою жизнь. В возрасте 22 и 18 лет они впервые знакомятся, а в возрасте 25 и 21 год влюбляются друг в друга.
В 1998 году На Хидо (Ким Тхэри) является членом школьной команды по фехтованию в старшей школе для девочек Сончжон, но из-за финансовоого кризиса команда была распущена. Чтобы продолжить заниматься фехтованием, она переходит в среднюю школу Тэян, а позже ей удается стать членом национальной сборной по фехтованию. Семья Пэк И Джина (Нам Джухёк) беднеет в связи с кризисом. Он вынужден устроиться на несколько подработок, а позже становится спортивным репортером.
В наши дни Ким Минчхе (Чхве Мёнбин), дочь На Хидо, бросает балет и «убегает» в дом своей бабушки. Во время своего пребывания она натыкается на дневник своей матери, в котором рассказывается сюжет сериала.

## В ролях

### Ведущие роли
- Ким Тхэри — На Хидо (나희도)
  - Ким Сохён — взрослая На Хидо[8]
  - Ок Ерин — На Хидо в детстве

Вундеркинд в фехтовании, которая еще не раскрыла свой потенциал. Она боготворит Ко Ю Рим и переводится в ее школу специально для того, чтобы тренироваться вместе с ней.
- Нам Джухёк — Пэк Иджин (백이진)

Трудолюбивый человек, чья семья чеболей обанкротилась во время финансового кризиса. В связи с этим, он переезжает, пытаясь восстановить свою жизнь, несмотря на то, что его постоянно посещают сборщики долгов.
- Бона — Ко Юрим/Юлия Ко (고유림)
  - Кён Даын — Ко Юрим в детстве

Золотая медалистка по фехтованию в средней школе, которую Хидо боготворит, а также ее главная соперница.
- Чхве Хёнук — Мун Джиун (문지웅)

Одноклассник На Хидо и самый популярный мальчик в школе.
- Ли Джумён — Чи Сынван (지승완)

Президент класса и друг детства Мун Джиуна. У нее есть анонимное ток—шоу на радио, в котором она рассказывает о проблемах молодежи, а также дает советы однокурсникам. Ей постоянно надоедает школа, а потом и взрослая жизнь. Обычно она кажется полной уверенности в себе, но ее неуверенность и разочарование проявляются, когда она пьяна.

### Второстепенные роли

#### Люди в окружении На Хидо
- Со Джэхи — Син Джэгён (신재경)

Мать На Хидо и главная ведущая новостей UBS.
- Пэк Согван — На Сончин (나성진)

Отец На Хидо. В воспоминаниях он показан как главным вдохновителем На Хидо.
- Чхве Мёнбин — Ким Минчхэ (김민채)
  - Ли Соён — Ким Минчхэ в детстве[15]

Дочь На Хидо. Она решила бросить балет и сбежала в дом своей бабушки, где нашла дневник своей матери. В нем Минчхэ читает про подростковые годы Хидо. Личность ее отца остается неизвестной на протяжении всего шоу.

#### Люди в окружении Пэк Иджина
- Пак Юнхи — Пэк Сонхак (백성학)

Отец Пэк Иджина, у которого появились долги из—за финансового кризиса.
- Ким Ынсан — мать Пэк Иджина[17]
- Пак Чонпё — дядя по матери Пэк Иджина

Он тот, кто принял семью Иджина, когда им некуда было идти после банкротства
- Ким Нами — тетя по отцу Пэк Иджина
- Чхве Минён — Пэк Ихён (백이현)
  - Кан Хун — взрослый Пэк Ихён[19]

Младший брат Пэк Иджина.

#### Члены семей других главных героев
- Со Хичон — мать Чи Сынвана

Она также является хозяйкой квартиры Пэк Иджина.
- Хо Чинна — мать Ко Юрим[22]

Она управляет небольшим рестораном.
- Ким Донгён — отец Ко Юрим

Профессиональный водитель—курьер.

#### Фехтовальный клуб старшей школы Тэян
- Ким Хёын — Ян Чанми (양찬미)

Тренер сборной по фехтованию, обладатель многих наград. В прошлом она брала взятки. Чан Ми до сих пор чувствует себя преданной своей подругой Шин Джэ Гён, которая освещала эту историю в качестве полевого репортера.
- Джо Боён — Ли Еджи (이예지)

Ученик 1 курса.
- Ли Еджин — Пак Хансоль (박한솔)

Ученик 1 курса.
- Мун Убин — Кан Джису (강지수)

Ученик 3 курса.
- Бан Ынджон — Ли Дасоль (이다슬)

Ученик 3 курса.

#### Другие
- Ли Чанджон — Со Джонхёк (서정혁)

Репортер UBS, старший помощник Пэк Иджина.

#### Приглашённые актёры
- Ли Джунок — тренер На Хидо в фехтовальном клубе ее старой средней школы[26].
- Джон Юмин — Хван Боми (황보미)

Ученица старшей школы для девочек Сончжун.
- Чан Джонхён — директор Han River C&T, старый знакомый Пэк Иджина.
- Чхве Тэджун — Чон Ходжин (정호진)

Национальный представитель по фехтованию.
- Юн Джуман — Пак ПД

Продюсер UBS.
- Ким Джунхо — Ким Джунхо (김준호)

Друг На Хидо в национальной сборной по фехтованию.
- Ким Намхи — продавец магазина[32]
- Чон Сухван — интервьюер Han River C&T
- Сон Джэжжэ — ведущий интервью в Han River C&T
- Хон Ынджон — кандидат на вакансию в Han River C&T
- Гу Джагён — кандидат на вакансию в Han River C&T
- Чхве Гёсик — местный житель
- Сон Ёнсун — пожилая женщина в автобусе
- Ок Джури — владелец местного магазина
- Чон Сеён — человек, похожий на отца Пэк И Чжина

## Производство

### Кастинг
7 сентября 2021 года был утвержден основной состав сериала: Ким Тхэри, Нам Джухёк, Бона, Чхве Хёнук и Ли Джумён. Данный сериал стал первым появлением Ким Тхэри на маленьком экране после трехлетнего перерыва. Последний раз она снималась в фильме «Мистер Саншайн» в 2018 году.

### Съемки
Съемки сериала начались 7 сентября 2021 года. Действие сериала происходит в Ахён-доне, районе Мапхогу (Сеул), а съемки проводились в Чонджу, Сохак-дон, Чонджуской деревне ханоков, переулке общежития Национального педагогического университета Чонджу и Национальном центре нематериального наследия.

### COVID-19
Смотрите также: Распространение COVID-19 в Республике Корея
2 марта 2022 года было подтверждено, что актриса Ким Тхэри заразилась COVID-19 26 февраля 2022 года, в результате чего съемки были приостановлены, и ожидается, что съемки возобновятся после ее выздоровления. Трансляция продолжалась в обычном режиме. 3 марта 2022 года было подтверждено, что у актера Чхве Хёнука положительный результат на COVID-19. И Ким, и Чхве были изолированы в соответствии с указаниями Управления по карантину.

### Выход в прокат
Премьера сериала состоялась 12 февраля 2022 года и транслировалась каждую субботу и воскресенье в 21:10 (корейское время) на южнокорейском телеканале tvN.

## Саундтрек
| №   | Название                                                    | Исполнитель                                           | Длительность |
| --- | ----------------------------------------------------------- | ----------------------------------------------------- | ------------ |
| 1.  | «Starlight (스타라이트)»                                    | Тэ Иль (NCT)                                          | 3:45         |
| 2.  | «Starlight (Inst.)»                                         |                                                       | 3:45         |
| 3.  | «I'll Shine on You to Dazzle (눈이 부시도록 너를 비춰줄게)» | Пэ Ки Сун                                             | 3:15         |
| 4.  | «I'll Shine on You to Dazzle (Inst.)»                       |                                                       | 3:15         |
| 5.  | «Very, Slowly (아주, 천천히)»                               | Биби                                                  | 4:21         |
| 6.  | «Very, Slowly (Inst.)»                                      |                                                       | 4:21         |
| 7.  | «Your Existence (존재만으로)»                               | Wonstein                                              | 4:11         |
| 8.  | «Your Existence (Inst.)»                                    |                                                       | 4:11         |
| 9.  | «Go!»                                                       | DK (Seventeen)                                        | 3:30         |
| 10. | «Go! (Inst.)»                                               |                                                       | 3:30         |
| 11. | «Stardust Love Song»                                        | Чжихё (Twice)                                         | 3:30         |
| 12. | «Stardust Love Song (Inst.)»                                |                                                       | 3:30         |
| 13. | «With»                                                      | Ким Тэ Ри, Нам Джу Хёк, Бона, Чхве Хён Ук, Ли Джу Мён | 4:30         |
| 14. | «With (Inst.)»                                              |                                                       | 4:30         |
| 15. | «Free (가보자)»                                             | Xydo                                                  | 3:46         |
| 16. | «Free (Inst.)»                                              |                                                       | 3:46         |
| 17. | «Your World (너의 세상)»                                    | Соль Хо Сон (SURL)                                    | 3:27         |
| 18. | «Your World (Inst.)»                                        |                                                       | 3:27         |

## Реакция

### Отзывы и критика
С момента начала трансляции "Двадцать пять, двадцать один", Ким Тэ Ри и Нам Джу Хёк удерживали первое место в рейтинге сериалов и популярности актеров, проводимом Good Data Corporation, в течение 8 недель подряд до конца. Сериал также занял первое место в рейтинге зрителей за все 16 серий как в столичном регионе, так и по всей стране. Кроме того, он фигурировал в «Global Top 10» Netflix (неанглоязычное издание), еженедельном списке самых просматриваемых международных сериалов Netflix в течение десяти недель подряд (по состоянию на неделю, закончившуюся 1 мая 2022 г.). Успех дорамы был объяснен ее «ретро-сентиментальной» атмосферой, , которая могла вызвать ностальгию у поколения, пережившего 1990-е годы. Также было заявлено, что сериалу удалось вызвать сочувствие и симпатию зрителей, поскольку он отображает борьбу в период финансового кризиса в Корее, которую зрители ассоциируют с продолжающейся пандемией COVID-19.
Пирс Конран в своем обзоре для South China Morning Post заявил, что у шоу была «привлекательная тема, хорошо рассказанная история, великолепная игра, умная постановка и монтаж». Райан Дейли из NME описал драму как «ностальгическое погружение в воспоминания о юности и ценность мечты».

### Коммерческое влияние
Популярность сериала привела к повышенному признанию актрисы Ким Тэ Ри, которая, как было заявлено, стала новой «первой любовью нации». Сериал также был особенно популярен среди айдолов K-pop: такие артисты как Джонгук из BTS, Карина из Aespa, Йери из Red Velvet, Суён из Girls’ Generation, Лиса из Blackpink и другие, поделились тем, что смотрели его, и рекомендовали его своим поклонникам. Актер Кон Ю также рассказал, что смотрел сериал «Двадцать пять, двадцать один», когда рекомендовал своим поклонникам посмотреть «Мой дневник освобождения».
После завершения дорамы Министерство культуры, спорта и туризма Республики Корея запустило туристический продукт (маршруты с различными ваучерами на проживание и аренду) для поездок по местам съемок сериала, включая деревню Чонджу, места вокруг художественной деревни Сохакдон и туннель Ханбёккуль, где снималась дорама. Розничная компания 7-Eleven сообщила, что продажи ее бренда хлебобулочных изделий Breadum выросли в три раза после появления на выставке ее кондитерских изделий. Затем 7 апреля компания объявила, что Breadum выпустил два дополнительных продукта в сотрудничестве с дорамой.
Инвестиционная компания "Daehan Securities" приписала успех и актуальность "Двадцать пять, двадцать один" к 12% роста продаж телевизионных рекламных роликов CJ ENM, материнской компании вещательного канала tvN, в первом квартале 2022 года.
Было заявлено, что в 2022 годом, ознаменовавшим возобновление популярности ретро-стиля в Южной Корее, "Двадцать пять, двадцать один" внесла большой вклад в «помешательство на ретро».
После появления в сериале популярной манхвы «Полный дом» продажи набора комиксов выросли на 1044% в феврале 2022 года (когда сериал начал транслироваться), за которым последовал рост продаж на 24,3% в марте 2022 года по сравнению с предыдущим периодом.
Сообщалось, что на Филиппинах дорама, часть сюжетной линии которой была сосредоточена на фехтовании, вызвала повышенный интерес к этому виду спорта.

### Критика
Несмотря на свою популярность и коммерческий успех, "Двадцать пять, двадцать один" стал предметом разных споров. Пользователи сети обсуждали основную сюжетную линию сериала, которая включает в себя роман между совершеннолетним и персонажем, который изначально представлен как несовершеннолетний, однако вскоре опрос, проведенный на веб-сайте Nate, показал, что 77% из более чем 3000 респондентов заявили, что нет никаких проблем с этим. Дорама также подверглась критике за сцену в 15-м эпизоде, изображающую освещение в новостях терактов 11 сентября, где главная героиня улыбается, смотря на своего парню, освещающего инцидент в прямом эфире, что некоторые зрители сочли «неуместным».

## Рейтинги
| № серии | Дата показа     | AGB Nielsen  | AGB Nielsen |
| № серии | Дата показа     | Национальный | Сеул        |
| ------- | --------------- | ------------ | ----------- |
| 1       | 12 февраля 2022 | 6.370%       | 7.799%      |
| 2       | 13 февраля 2022 | 8.010%       | 8.867%      |
| 3       | 19 февраля 2022 | 8.182%       | 8.981%      |
| 4       | 20 февраля 2022 | 8.787%       | 9.972%      |
| 5       | 26 февраля 2022 | 7.956%       | 8.960%      |
| 6       | 27 февраля 2022 | 9.817%       | 11.065%     |
| 7       | 5 марта 2022    | 9.718%       | 10.380%     |
| 8       | 6 марта 2022    | 10.900%      | 11.734%     |
| 9       | 12 марта 2022   | 10.662%      | 12.043%     |
| 10      | 13 марта 2022   | 10.879%      | 12.660%     |
| 11      | 19 марта 2022   | 10.887%      | 12.410%     |
| 12      | 20 марта 2022   | 10.675%      | 12.528%     |
| 13      | 26 марта 2022   | 9.927%       | 11.001%     |
| 14      | 27 марта 2022   | 10.308%      | 11.451%     |
| 15      | 2 апреля 2022   | 9.592%       | 10.302%     |
| 16      | 3 апреля 2022   | 11.513%      | 12.636%     |

## Награды
| Награда                                        | Категория                    | Номинант(ы)                                                                | Результат | Прим.         |
| ---------------------------------------------- | ---------------------------- | -------------------------------------------------------------------------- | --------- | ------------- |
| Пэксан                                         | Лучшая драма                 | Двадцать пять, двадцать один                                               | Номинация | [ 57 ] [ 58 ] |
| Пэксан                                         | Лучшая актриса               | Ким Тхэ Ри                                                                 | Победа    | [ 59 ]        |
| Пэксан                                         | Самая популярная актриса     | Ким Тхэ Ри                                                                 | Победа    | [ 60 ]        |
| Пэксан                                         | Лучший актер-новичок         | Чхве Хён Ук                                                                | Номинация | [ 57 ]        |
| APAN Star Awards                               | Награда за высшее мастерство | Ким Тхэ Ри                                                                 | Номинация | [ 61 ]        |
| APAN Star Awards                               | Лучший актёр-новичок         | Чхве Хён Ук                                                                | Номинация | [ 61 ]        |
| APAN Star Awards                               | Лучший саундтрек             | Песня "Песня о любви звездной пыли!" (Stardust Love Song) - Чжихё из Twice | Номинация | [ 62 ]        |
| APAN Star Awards                               | Лучший саундтрек             | Песня "Вперед!" (Go!) - ДК из Seventeen                                    | Номинация | [ 62 ]        |
| APAN Star Awards                               | Лучший саундтрек             | Песня "Звездный свет!" (Starlight) - Мун Тэ Иль из NCT                     | Номинация | [ 62 ]        |
| APAN Star Awards                               | Популярная актриса           | Ким Тхэ Ри                                                                 | Номинация | [ 62 ]        |
| Творческие награды Азиатской академии          | Лучшая драма                 | Двадцать пять, двадцать один                                               | Победа    | [ 63 ]        |
| Награды азиатского содержания                  | Актёр-новичок                | Чхве Хён Ук                                                                | Номинация | [ 64 ]        |
| Korea Drama Awards                             | Гран-при                     | Ким Тхэ Ри                                                                 | Номинация | [ 65 ]        |
| Korea Drama Awards                             | Лучшая актриса-новичок       | Бона                                                                       | Победа    | [ 66 ]        |
| Награды Кореи в области культуры и развлечений | Лучшая актриса               | Бона                                                                       | Победа    | [ 67 ]        |